# Stefan Höpfinger

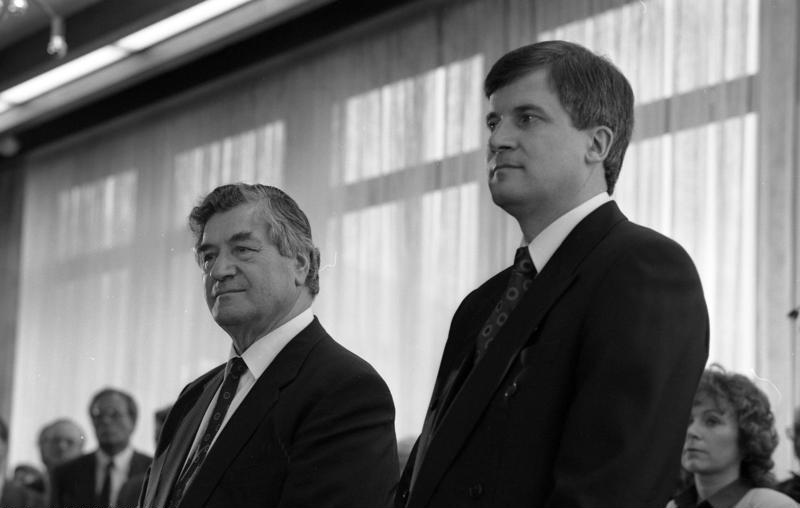
Stefan Höpfinger 1989 bei seiner Verabschiedung als Parlamentarischer Staatssekretär im Bundesarbeitsministerium, rechts sein Nachfolger Horst Seehofer

Stefan Höpfinger (* 6. September 1925 in Kraiburg am Inn; † 16. Februar 2004 in Augsburg) war ein deutscher Politiker (CSU).

## Ausbildung und Beruf
Nach der Beendigung der Volksschule besuchte Höpfinger ab 1940 die Unteroffizierschule und nahm anschließend als Soldat am Zweiten Weltkrieg teil. Nach der Entlassung aus der Kriegsgefangenschaft 1947 absolvierte er eine Lehre zum Zimmermann und zum Bergmann unter Tage. Bis 1959 war Höpfinger im erlernten Beruf tätig und wurde dann im Mai 1959 Diözesansekretär der Katholischen Arbeitnehmer-Bewegung (KAB) in der Diözese Augsburg.

## Familie
Stefan Höpfinger war verheiratet und hatte zwei Kinder.

## Partei
Seit 1952 war er Mitglied der CSU. Höpfinger gehörte ab 1979 dem CSU-Landesvorstand an und war ab 1979 auch stellvertretender Landesvorsitzender der Arbeitnehmer Union (CSA) in Bayern.

## Abgeordneter
Von 1956 bis 1959 gehörte Höpfinger dem Stadtrat von Penzberg und von 1963 bis 1971 dem Stadtrat von Augsburg an. Von 1969 bis 1976 war er außerdem Mitglied des Bayerischen Landtages.
Höpfinger war von 1976 bis 1990 Mitglied des Deutschen Bundestages. Hier war er von 1980 bis 1982 stellvertretender Vorsitzender der CSU-Landesgruppe in der CDU/CSU-Bundestagsfraktion und von 1982 bis 1984 Vorsitzender des Bundestagsausschusses für Jugend, Familie und Gesundheit.
Stefan Höpfinger ist stets als direkt gewählter Abgeordneter des Wahlkreises Augsburg-Stadt in den Bundestag eingezogen.

## Öffentliche Ämter
Am 4. April 1984 wurde Höpfinger als Nachfolger des zum Präsidenten der Bundesanstalt für Arbeit berufenen Heinrich Franke zum Parlamentarischen Staatssekretär beim Bundesminister für Arbeit und Sozialordnung in der von Bundeskanzler Helmut Kohl geführten Bundesregierung ernannt. Anlässlich einer Kabinettsumbildung schied er am 21. April 1989 aus dem Amt.

## Auszeichnung
- Bayerischer Verdienstorden (1979)
- Bundesverdienstkreuz Erster Klasse (1984)
- Großes Bundesverdienstkreuz mit Stern (1989)